# توواداکو، آئوموری
توواداکو، آئوموری (به لاتین: Towadako) یک منطقهٔ مسکونی در ژاپن است که در Kamikita District واقع شده‌است. توواداکو ۹٬۸۳۴ نفر جمعیت دارد.